# Interlingue
Interlingue (ursprungligen occidental) är ett internationellt hjälpspråk, publicerat 1922 av estländske balttysken Edgar von Wahl.
Interlingue tillhör den naturalistiska skolan bland de konstgjorda språken, vilket innebär att man försöker hålla ordformer och böjningsmönster så nära de naturliga (västeuropeiska) språken som möjligt. Namnet occidental betyder för övrigt "västlig".
De flesta anhängare övergav interlingue till förmån för interlingua när detta kom 1951. De båda språken bygger på samma filosofi, och är så pass lika att de skulle kunna betraktas som dialekter av ett och samma språk.

## Historia och verksamhet

### Början
Edgar de Wahl tillkännagav skapandet av Occidental 1922 med det första numret av tidskriften Cosmoglotta, publicerad i Tallinn, Estland under namnet Kosmoglott. Occidental var en produkt av år av personliga experiment under namnet Auli (hjälpspråk), som han använde från 1906 till 1921 och som senare fick smeknamnet proto-Occidental. De Wahl, ursprungligen en förespråkare för Volapük och sedan esperanto, började skapa Occidental efter den misslyckade omröstningen om att reformera esperanto 1894.
De Wahl korresponderade med andra språkskapare, bland dem den italienske matematikern Giuseppe Peano (skaparen av Latino sine flexione), från vilken han fick en uppskattning för sitt urval av internationellt ordförråd, och Waldemar Rosenberger, skaparen av Idiom Neutral.
Efter tillkännagivandet 1922 var Occidental nästan komplett. De Wahl hade inte tänkt tillkännage språket på några år, men beslutade att påskynda frigivningen efter att ha hört att Nationernas förbund (LON) hade påbörjat en utredning om frågan om ett internationellt språk. Den första kända publikationen i Occidental, ett häfte med titeln Transcendent Algebra av Jacob Linzbach, dök upp kort innan Kosmoglott debuterade.
Occidental började samla anhängare på grund av dess läsbarhet, trots en total brist på grammatik och ordböcker. Två år senare, 1924, skrev de Wahl att han korresponderade med ett 30-tal personer "in good Occidental" trots bristen på läromedel, och användare av andra språk började ansluta sig till Occidental. Den första ordboken, Radicarium Direktiv, en samling västerländska grundord och deras motsvarigheter på åtta språk, publicerades följande år.
Kosmoglott var också ett forum för olika andra planspråk, medan det fortfarande huvudsakligen skrevs på västerländska. Namnet ändrades till Cosmoglotta 1927 eftersom det började officiellt marknadsföra Occidental i stället för andra språk, och i januari flyttades tidskriftens redaktion och administrativa kontor till Wien-kvarteret Mauer, nu en del av Liesing. Mycket av de tidiga framgångarna för Occidental under denna period kom från kontorets nya centrala läge, tillsammans med insatser från Engelbert Pigal, även han från Österrike, vars artikel Li Ovre de Edgar de Wahl (The Work of Edgar de Wahl) väckte intresse för Occidental från användare av Ido. Användningen i Frankrike började 1928, och i början av nästa decennium etablerades det västerländska samfundet i Tyskland, Österrike, Sverige, Tjeckoslovakien och Schweiz.

### Sista böckerna
- Li Romance de Photogen e Nycteris av George MacDonald, och översatt och publicerat av David MacLeod 2019[17].
- Kinderseele, de Hermann Hesse, översatt och publicerat av Dave MacLeod i januari 2021.
- Li últim rendevú o esque rendevús es dangerosi?, av Dorlota Burdon och publicerad år 2021[18].
- Li sercha in li castelle Dewahl e altri racontas, skriven av Vicente Costalago och publicerad i mars 2021[19].
- Antologie hispan, skriven av Vicente Costalago och publicerad år 2021[20].

## Textexempel
| Chascun mann o fémina ama de natura su propri land e es fier de it. Omnes have un natural desire, que li propri land mey devenir li max bon in li munde. Omnes desira dar it líber e índependent e in ameliorat statu in li manus de su filies.                                                                                              | Varje man eller kvinna älskar av naturen sitt eget land och är stolt över det. Alla hyser en naturlig önskan, att det egna landet skall bli det bästa i världen. Alla önska lämna det fritt och oberoende och i förbättrat skick i sina barns händer.                                                                                    |
| To es un san sentiment national, necessi por chascun popul. Ma li amore a to, quo es nor propri, nequande deve ducter a que noi orgolliosimen e in inflat propri-justicie regarda con arrogantie altri popules, e sin suficent reflection resta cludet a lor problemas e desfacilitás, queles noi in hasard ne ínmediatmen posse comprender. | Detta är en sund nationalkänsla, nödvändig för varje folk. Men kärleken till det, som är vårt eget, får aldrig leda till, att vi högfärdigt och i uppblåst egenrättfärdighet se nedpå andra folk, och utan tillräcklig eftertanke ställa oss oförstående till deras problem och svårigheter, vilka vi till äventys ej genast kunna inse. |
| Aprende pro to conosser tui propri land e popul! Ameliora e protecte tui national heredage per tui propri contribution! Ma monstra in sam témpor comprension e tolerantie vis a vis li distinctiv caractere (particularitá) national del altres!                                                                                             | Lär därför känna dit eget land och folk! Förkovra och skydda ditt nationella arv genom din egen insats! Men visa tillika förstdelse och fördgragsamhet gentemot andras nationella egenart! |